# Rod Griffin
Roderick "Rod" Griffin (Fairmont, Carolina del Norte, 18 de junio de 1956) es un exjugador y entrenador de baloncesto estadounidense que disputó once temporadas en la liga italiana, además de jugar también en Suiza y en la Liga ACB. Con 2,00 metros de altura, lo hacía en la posición de ala-pívot.

## Trayectoria deportiva

### Universidad
Jugó durante cuatro temporadas con los Demon Deacons de la Universidad de Wake Forest, en las que promedió 18,6 puntos y 8,9 rebotes por partido. En 1977 fue elegido como Baloncestista del Año de la ACC. Fue también incluido en el tercer quinteto All-American en 1977 y 1978.

### Profesional
Fue elegido en la decimoséptima posición del Draft de la NBA de 1978 por Denver Nuggets, con quienes firmó un contrato multianual en el mes de septiembre. pero no convenció en la pretemporada, siendo despedido semanas después, antes del inicio de la temporada 1978-79.
Tras verse sin equipo, decidió iniciar su carrera profesional en la liga italiana, fichando por el Libertas Forlì, que estaba en la Serie A2, donde promedió en su primera temporada 23,5 puntos por partido. Jugó cinco temporadas más en este equipo, viviendo el ascenso a la Serie A en 1984, aunque descendieron al año siguiente. En 1986 ficha por el Boston Livorno, donde en su única temporada promedia 17,5 puntos y 7,7 rebotes por partido. Los dos años siguientes los jugaría en el Sharp Montecatini y el Corona Cremona, ambos de la Serie A2.
En 1991 hizo una breve aparición en la liga ACB, fichando por el Obradoiro para hacer una sustitución, jugando posteriormente en Suiza una temporada. Acabó su carrera profesional como jugador jugando una temporada en el Pallacanestro Pavia, donde promedió 15,7 puntos y 9,2 rebotes por partido.

### Entrenador
Tras retirarse, regresó a Forlì para desempeñar el papel de entrenador asistente durante una temporada, pasando al año siguiente con las mismas funciones al Roseto Basket. En 2002 ficha por el Andrea Costa Imola, también como asistente, pasando al año siguiente a desempeñar el papel de entrenador principal. Posteriormente entrenaría durante 3 temporadas al Progresso Castelmaggiore de la LegADue. Entre 2004 y 2007 entrenó al Gandino Bologna,, en las series C1 y B2, mientras que en 2008 se hizo cargo del Acmar Ravenna. Desde 2009 es asistente en el banquillo del Casalpusterlengo de la misma categoría.